# Fack ju Göhte 2
Fack ju Göhte 2 (absichtliche Falschschreibung von Fuck you Goethe) ist eine deutsche Filmkomödie des Regisseurs und Drehbuchautors Bora Dagtekin. Der Film lief am 10. September 2015 in den deutschsprachigen Kinos an. Die Premiere fand am 7. September in München statt.
Die von Constantin Film produzierte Komödie ist die Fortsetzung des Überraschungserfolgs Fack ju Göhte, der mit über sieben Millionen Besuchern der erfolgreichste deutschsprachige Film im Jahr 2013 war, und der zweite Teil der Fack-ju-Göhte-Filmreihe. Die Hauptrollen spielen wieder Elyas M’Barek, Jella Haase und Karoline Herfurth.
Mit insgesamt über 7,7 Millionen Besuchern war die Komödie im Filmjahr 2015 nach Star Wars: Das Erwachen der Macht der zweiterfolgreichste Film in deutschen Kinos und der erfolgreichste deutsche Film.

## Handlung
Der ehemalige Bankräuber Zeki Müller zweifelt an seiner Tauglichkeit, weiter als Lehrer an der Goethe-Gesamtschule zu arbeiten. Er versucht sein Führungszeugnis mit Photoshop zu überarbeiten. Auch eine Akupunkturtherapie, zu der ihn seine Freundin Elisabeth „Lisi“ Schnabelstedt gezwungen hat, kann seinen gegenwärtigen psychischen Zustand nicht verbessern.
Als er erfährt, dass ein verstorbener ehemaliger Komplize seine Beute auf der Flucht im Tank von Zekis Auto versteckt hat, kann er tatsächlich Diamanten im Wert von mehreren zehntausend Euro bergen. In der Absicht, demnächst als Lehrer zu kündigen, versteckt er sie zu Hause in einem Plüschtier. Dieses wird jedoch kurz darauf von Lisi eingesammelt und in einen Spendencontainer des Schillergymnasiums gesteckt. Zeki stürmt in die Konkurrenzschule, wo er auf den überengagierten Lehrer Hauke Wölki trifft. Es stellt sich jedoch heraus, dass der Container bereits auf dem Weg zur Partnerschule nach Thailand ist.
Da Direktorin Gerster ohnehin plant, zusammen mit dem Schillergymnasium eine Klassenfahrt ins Ausland zu unternehmen, um die Chancen auf Fördergelder zu erhöhen, erklärt sich Zeki bereit, mit seiner Klasse nach Thailand zu fahren. Allerdings sind nur Schüler und Lehrer der Umwelt-AG berechtigt, und die Leiterin der AG, Frau Leimbach-Knorr, lehnt die Reise ab. Auf der Lehrerkonferenz schlägt sie stattdessen Föhr vor. Zekis Schüler vertauschen deshalb deren Beruhigungstabletten gegen eine psychedelische Droge, woraufhin Frau Leimbach-Knorr einen starken Wutanfall bekommt und in eine psychiatrische Klinik eingeliefert wird.
Am Flughafen wird in Lisis Handgepäck eine Wasserflasche in Form einer Handgranate entdeckt, welche die Schüler dort als Streich versteckt hatten. Lisi wird daher von der Polizei abgeführt und kann die Reise nicht mitmachen. Nach einigen Turbulenzen im Flugzeug nimmt Zeki versehentlich eine zu große Menge seiner Schlaftabletten ein und fällt in einen tiefen Schlaf. Nach der Ankunft in Bangkok führt Danger die Klasse in die Innenstadt, wo sie einen Club besuchen und dort exzessiv feiern. Zeki wacht wenig später auf und hat große Mühe, seine Schüler aus dem Club zu entfernen.
Am Tag darauf kommt die Gruppe im thailändischen Ban Nam an, wo sich auch die Partnerschule befindet. In der Nacht begibt sich Zekis Gruppe auf ein altes Militärgelände in der Nachbarschaft, wo die Spenden aus dem Container gelagert werden; Meike findet das Plüschtier, in dem Zekis Diebesgut versteckt ist, steckt es aber heimlich in ihre eigene Tasche, weil es zudem das Schulmaskottchen ist. Am nächsten Tag besuchen beide Schulen eine alte Tempelanlage, wobei Zeki bemerkt, wie ein Schüler des Schillergymnasiums das gesuchte Kuscheltier aus Meikes Tasche stiehlt. Daraufhin kommt es zu einer Schlägerei zwischen ihm und Hauke Wölki.
Zekis Schüler werden misstrauisch, entführen und „foltern“ eine Schülerin der anderen Schule, die den Standort des Kuscheltiers verrät. Sie konfrontieren Zeki mit dem Fund und werfen ihm vor, dass er sie im Stich lassen wollte, obwohl er ihnen versprochen hatte, sie bis zum Abitur zu unterstützen. Da Zeki jedoch nicht darauf eingeht, flüchten Chantal und Danger mit den Diamanten. Sie stehlen ein Boot, und Zeki folgt ihnen mit dem Gleitschirm, der am Boot mit einem Seil befestigt ist. Als Danger den Gashebel des Motorboots abbricht und das Boot auf einen Felsen zusteuert, springen Chantal und Danger vom Boot. Zeki kann sich im letzten Moment mit dem Trennen des Gleitschirms vom Seil retten, während das Boot explodiert und mit den Diamanten auf den Meeresgrund sinkt.
Später entschuldigen sich die Schüler bei Zeki. Zur Strafe müssen Chantal und Danger an der Stelle, an der das Boot versank, nach den Diamanten tauchen; doch haben sie bisher keine Taucherfahrungen. Kurz darauf werden sie von einer unheimlichen maskierten Truppe überfallen, die sie bereits vorher angegriffen hatte. Es stellt sich heraus, dass es sich um Waisenkinder der Tsunamikatastrophe von vor zehn Jahren handelt. Zeki kann sie dazu überreden, für ihn nach den Diamanten zu tauchen, was schließlich gelingt.
Zurück bei der alten Militäranlage bekommen die Schüler der Goethe-Gesamtschule mit, dass es keine Spendenaktion des Schillergymnasiums gibt. Vielmehr benutzt die Schule das Spendengeld, um Cannabis anzubauen. Hauke Wölki entpuppt sich als Initiator und beutet die Waisenkinder als Arbeiter auf der Plantage aus. Zeki übergießt die Drogenpflanzen mit Benzin und steckt diese in Brand, als Hauke Wölki hinzukommt. Dieser versucht, den Brand zu löschen, wird aber von einem herabstürzenden Rohr niedergeschlagen. Zeki zieht ihn aus der Gefahrenzone.
Im Gebäude der thailändischen Partnerschule machen Zekis Schüler schlüpfrige Fotos mit dem zunächst noch bewusstlosen Hauke Wölki. Mit diesen wird er von Zeki erpresst, der Goethe-Gesamtschule die Partnerschaft mit der thailändischen Schule zu überlassen. Zeki kauft mit dem Geld für die Diamanten Material für ein Waisenhaus, welches er mit seinen Schülern erbaut. Vor Ort will Direktorin Gerster Zeki als Gesicht für die Werbekampagne der GGS gewinnen, dieser besteht aber darauf, nur mit Lisi gemeinsam aufzutreten. Bei einer abschließenden Feier darf sich jeder etwas wünschen. Chantal wünscht sich, dass Zeki Lehrer bleibt, was dieser auch zusichert.

## Produktion
Ende Dezember 2013 gab der Produzent Martin Moszkowicz bekannt, dass 2014 eine Fortsetzung in Produktion gehen sollte. Moszkowicz bestätigte ebenfalls die Rückkehr der Darsteller Elyas M’Barek, Karoline Herfurth und Katja Riemann. Damit traten fast alle Darsteller aus dem ersten Teil in der Fortsetzung auf. In der Klasse 10b und bei den Lehrern der Goethe-Gesamtschule gab es einige Veränderungen.
Die Dreharbeiten begannen am 22. Februar 2015 und endeten am 10. Mai 2015. Sie dauerten wie bei Teil 1 etwa 40 Drehtage. Die Szenen der Goethe-Gesamtschule wurden wieder am Lise-Meitner-Gymnasium Unterhaching gedreht. Der Führerbau am Königsplatz in München, der jetzt die Hochschule für Musik und Theater beherbergt, wurde für die Szenen des Schillergymnasiums verwendet. Einige Szenen wurden an thailändischen Stränden gedreht; auch die Hauptstadt Bangkok war Schauplatz.

### Förderung
Der Film wurde mit 1.240.180,45 € vom Deutschen Filmförderfonds gefördert. Der Bund der Steuerzahler Deutschland kritisierte die Förderung, denn nach Meinung seines Präsidenten Reiner Holznagel „kann [es] nicht sein, dass nach einem erfolgreichen ersten Teil auch noch der Nachfolger vom Steuerzahler subventioniert wird […].“

## Soundtrack
Der Titelsong wurde von Sarah Connor und Tim Meyers geschrieben und von Lena Meyer-Landrut gesungen. Wie beim ersten Teil wurden weitere bekannte Songs von diversen Interpreten verwendet.
| Nr. | Titel                         | Interpret                              |
| --- | ----------------------------- | -------------------------------------- |
| 01  | Wild & Free                   | Lena Meyer-Landrut                     |
| 02  | Fack ju Göhte 2 Beat          | Djorkaeff, Beatzarre                   |
| 03  | Rule the World                | Walk Off the Earth                     |
| 04  | Famous                        | Charli XCX                             |
| 05  | It’s Gonna Be Alright         | Djorkaeff, Beatzarre feat. Nico Santos |
| 06  | Bills                         | Lunchmoney Lewis                       |
| 07  | Pausenhof Beat                | Djorkaeff, Beatzarre                   |
| 08  | Wrapped Up                    | Olly Murs                              |
| 09  | Call Me Maybe                 | Carly Rae Jepsen                       |
| 10  | Diamanten Beat                | Djorkaeff, Beatzarre                   |
| 11  | Get It Up                     | Nitro                                  |
| 12  | Wilding Out                   | Nitro                                  |
| 13  | Talk Dirty                    | Jason Derulo                           |
| 14  | Sicherheitskontrolle Beat     | B-Case                                 |
| 15  | Mcdive Beat                   | Djorkaeff, Beatzarre                   |
| 16  | Here Comes the Sun            | Djorkaeff, Beatzarre feat. Nico Santos |
| 17  | Laserbeam                     | Flipsyde                               |
| 18  | Counting Stars                | OneRepublic                            |
| 19  | Kannst du mich verstehen Beat | Djorkaeff, Beatzarre                   |
| 20  | Uschi auf LSD Beat            | Djorkaeff, Beatzarre                   |
| 21  | Changing                      | Sigma                                  |
| 22  | Don’t Give Up on Us           | Janieck Devy                           |

## Kritik
Fack ju Göhte 2 bekam überwiegend gemischte Kritiken, die nicht an die Bewertungen des Vorgängers herankamen. Eine Ausnahme ins Positive ist die teils enthusiastische, teils ironische Rezension von Jürgen Kaube in der Frankfurter Allgemeinen Zeitung, der den Unterhaltungswert der Schauspieler im zweiten Teil noch höher als im ersten Teil einschätzt. Er findet die Auftritte Karoline Herfurths „ihres Witzes und ihrer wachen Spielfreude halber alle anbetungswürdig“, Volker Bruch „großartig“, Lucas Reiber „sehr eindrucksvoll“ und Katja Riemann „mikrovirtuos“, und auch über den Körper von Elyas M’Barek „gibt es nur Gutes zu sagen“. Die Schauspieler „taten in Fack ju Göhte, was sie oft tun, wenn die Komödien unfassbar schlecht sind. Sie spielten fassbar gut, manche von ihnen unfassbar besser.“ Eine Ausnahme ins Negative ist die Rezeption von Christoph Schröder für Die Zeit: „Teil zwei musste kommen. Gerade einmal zwei Jahre hat es gedauert. […] Das Resultat ist schlimmer als befürchtet. Dass die Handlung von Teil zwei noch hanebüchener ist als die bereits sehr hanebüchene Handlung von Teil eins – geschenkt. Darum geht es ja auch gar nicht. […] Alles, was im ersten Teil noch spontan, überraschend und anarchisch daherkam, verkommt nun zu bloßer Routine. Die Schimpfwörter und Beleidigungen fliegen im Minutentakt durch die Luft: ‚Gruppe Arschloch‘, ‚Missgeburt‘, ‚Fresse‘. […] Im Gegensatz zu Teil eins fehlt allerdings das Korrektiv, der Kontrast: Wolkenkuckucksheim-Pädagogin Lisi Schnabelstedt […]. Hier beginnt das eigentliche Problem von Fack ju Göhte 2: Die Deppen dürfen keine Deppen bleiben. Es muss alles gut werden, sozial gesehen und überhaupt. Und so ergießt sich spätestens nach 60 Minuten eine schwer erträgliche Wohlfühlpampe über das thailändische Chaos-Szenario.“ Lucas Reiber als Etienne („Ploppi“) bildet, nach Meinung von Schröder, den einzigen Lichtblick.

## Einspielergebnisse
Fack ju Göhte 2 wurde am Startwochenende bundesweit von 2.115.200 Besuchern gesehen. Dies bedeutet das erfolgreichste Startwochenende eines deutschen Kinofilms, ohne Berücksichtigung von Previews und Vorstarts, sowie mit einem Umsatz in Höhe von 17,73 Millionen Euro das bis zum Kinostart von Star Wars: Das Erwachen der Macht umsatzstärkste Startwochenende eines Kinofilms in Deutschland.
Nach der Goldenen Leinwand für drei Millionen Besucher in neun Tagen und dem Bogey in Platin für fünf Millionen Besucher in 17 Tagen erreichte Fack ju Göhte 2 auch die Goldene Leinwand mit Stern für sechs Millionen Besucher in 25 Tagen. Bis zum 31. Dezember 2015 wurden 7.630.349 Besucher an den deutschen Kinokassen gezählt. Der Film belegt damit nach Besucherzahlen Platz 1 in seinem Erscheinungsjahr sowie den 4. Platz der erfolgreichsten deutschen Kinofilme seit Beginn der Besucherzählung im Jahr 1968. Somit übertraf das Sequel auch seinen Vorgänger. Das internationale Einspielergebnis liegt bei über 80 Millionen Euro.

## Fortsetzung
Regisseur Bora Dagtekin und Schauspieler Elyas M’Barek bestätigten am Freitag, den 27. Januar 2017 den dritten und letzten Teil der Fack-ju-Göhte-Reihe. Fack ju Göhte 3 kam am 26. Oktober 2017 in die Kinos.